# أبتيرا موتورز
أبتيرا موتورز هي شركة ناشئة أمريكية يقع مقرها الرئيسي في كارلسباد ، كاليفورنيا. قامت في 2019 بإنتاج نموذج أولى لسيارة تعمل بالطاقة الشمسية وتهدف لطرحها في الأسواق في 2023.